# Xã Jackson, Quận Ashland, Ohio
Xã Jackson (tiếng Anh: Jackson Township) là một xã thuộc quận Ashland, tiểu bang Ohio, Hoa Kỳ. Năm 2010, dân số của xã này là 3.887 người.